# دومينيك ميخائيلس
دومينيك ميخائيلس (بالفرنسية: Dominic Michaelis)‏ هو مهندس معماري ومهندس فرنسي، ولد في 1938 في باريس في فرنسا، وتوفي في 22 ديسمبر 2015.